# اللغة الخميرية
اللغة الخميرية (أو اللغة الكمبودية) (بالخميرية: ភាសាខ្មែរ)‏ هي لغة الخمير في دولة كمبوديا، وهي إحدى اللغات الرئيسية من عائلة أستروآسيوية. تأثرت اللغة بالسنسكريتية والبالي عبر الديانات البوذية والهندية، وتأثرت أيضاً من اللغات اللاو والتايلندية بسبب القرب الجغرافي إليهم. اللغة الكمبودية هي أكبر لغات العالم من حيث عدد الحروف الأبجدية فعدد حروفها يبلغ 74 حرفًا.